# Hotel Banff Springs

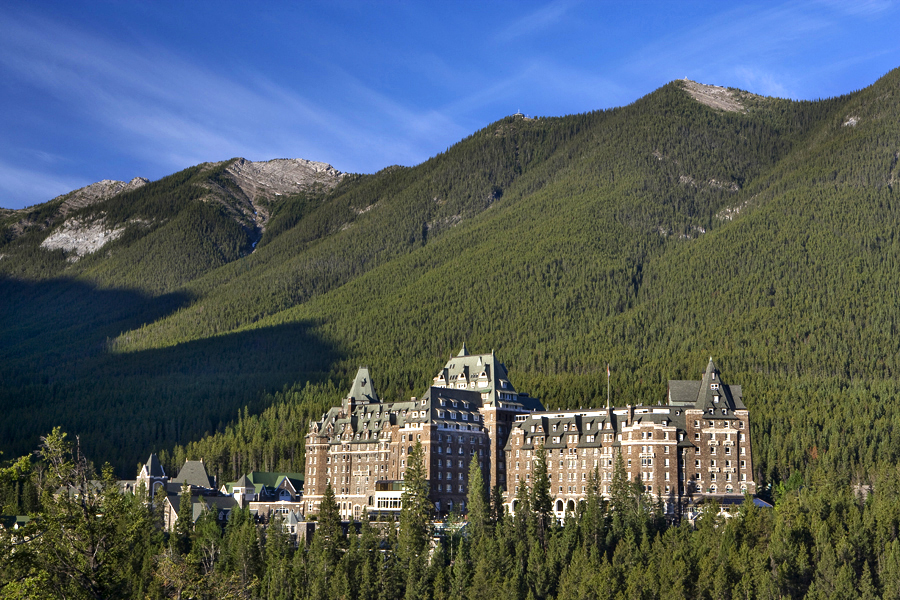
Hotel Banff Spring

O Hotel Banff Springs tem o estilo econômico e a categoria de duas estrelas. Lá é possível encontrar várias facilidades, tais como: restaurantes, serviços de quarto, bares, recepções, quadras de tenis, e etc. O hotel foi aberto ao público em 1 de junho de 1888. Atualmente, o hotel resort é de propriedade da OMERS e operado pela Fairmont Hotels and Resorts de Toronto. O hotel Banff Springs está situado a uma altitude de 1414 m acima do nível do nível do mar. O hotel está localizado no Parque Nacional Banff.
O edifício original foi projetado pelo arquiteto americano Bruce Price. Foi construído entre a primavera de 1887 e a primavera de 1888 pela Canadian Pacific Railway por iniciativa do seu presidente, William Cornelius Van Horne.